# Бон Тасији
Бон Тасији (фр. Bons-Tassilly) насеље је и општина у северној Француској у региону Доња Нормандија, у департману Калвадос која припада префектури Кан.
По подацима из 2011. године у општини је живело 382 становника, а густина насељености је износила 40,72 становника/km². Општина се простире на површини од 9,38 km². Налази се на средњој надморској висини од 150 метара (максималној 206 m, а минималној 130 m).

## Демографија
| 1962. | 1968. | 1975. | 1982. | 1990. | 1999. | 2011. |
| ----- | ----- | ----- | ----- | ----- | ----- | ----- |
| 365   | 394   | 345   | 354   | 332   | 387   | 382   |

График промене броја становника у току последњих година